# Celle qu'on montre du doigt
Talk of the Town
Celle qu'on montre du doigt (Talk of the Town) est un roman policier de l'écrivain américain Charles Williams, paru en 1958.

## Résumé
Divorcé et sans emploi, Chatham est en route vers le golfe du Mexique quand il traverse une petite ville. C'est en fait un petit bled misérable - quatre feux de circulation et pas grand-chose d'autre. Chatham est sur le point de quitter les lieux lorsque la voiture d'un ivrogne fonce sur lui, provoquant un accrochage. 
Pendant trois jours, en attente que son tacot soit réparé, Chatham trouve l'hospitalité chez la belle Mrs Langton, propriétaire du motel et paria locale. En effet, sept mois plus tôt, son mari a été assassiné et, bien que la police n'ait trouvé aucune preuve pour appuyer ses soupçons, tout le monde en ville est convaincu qu'elle l'a tué. Depuis, une série de menaces anonymes l'ont épuisée moralement ; elle au bord d'une dépression nerveuse.
Chatham tombe amoureux de cette femme soupçonnée d'être une meurtrière. Or, au sein l'apparente tranquillité ambiante, la violence est sur le point de devenir une réalité, car dans une si petite ville, il n'y a pas de place pour les secrets, mais beaucoup d'endroits où on peut enterrer un cadavre.

## Personnages

### Les personnages principaux
- Chatham, héros et narrateur
- Mrs Georgia Langston

### Les personnages secondaires
- Josie

## Éditions
Édition originale en anglais
- (en) Charles Williams, Talk of the Town, New York, Dell Publishing Co., 1958

Éditions françaises
- (fr) Charles Williams (auteur) et Gilberte Sollacaro (traducteur), Celle qu'on montre du doigt [« Talk of the town »], Paris, Gallimard, coll. « Série noire no 513 », 1959, 255 p. (BNF 31652538)
- (fr) Charles Williams (auteur) et Gilberte Sollacaro (traducteur), Celle qu'on montre du doigt [« Talk of the Town »], Paris, Gallimard, coll. « Folio policier no 271 », 2002, 312 p. (ISBN 2-07-041509-0, BNF 38900469)